# Açailândia
Açailândia város Brazíliában, Maranhão államban. Lakosainak száma 106 550 fő (2022). Açailândia Cidelândia, Bom Jesus das Selvas, Amarante do Maranhão, Bom Jardim, Dom Eliseu, Itinga do Maranhão, João Lisboa, Rondon do Pará és São Francisco do Brejão községekkel határos.

## Népesség
A település népességének változása:
| Lakosok száma | 88 320 | 104 047 | 113 121 | 113 783 | 106 550 |
|               | 2000   | 2010    | 2020    | 2021    | 2022    |